# Morkie

O Morkie é uma raça, originada do cruzamento entre um puro de raça Yorkshire terrier e um puro-sangue de Malta. Este híbrido foi originado nos Estados Unidos e faz sucesso especialmente na região de Nova Iorque. Além disso, Morkies podem ser criados em bando. A raça híbrida Morkie não é reconhecida pelo American Kennel Club como uma "bona fide" raça de cachorro. Embora comumente chamado de um Morkie, esta raça pode ser chamado de um Morkshire Terrier, desde que o Maltês foi por um tempo também chamado de um terrier, mesmo que ele não seja.

## Aparência
A aparência dos Morkie varia muito, alguns se assemelham mais ao Yorkshire terrier e alguns mais de um Maltês, especialmente na face. Eles são uma pequena raça de cães, normalmente pesando entre 4–15 lb (1.8–6.8 kg). Cores comuns de pelos nos Morkie são: Preto, marrom e branco. Seu revestimento é geralmente longo e macio, enquanto Morkie orelhas podem ser apontadas, como a de um Yorkie, ou por disquete, como a de um Maltês.

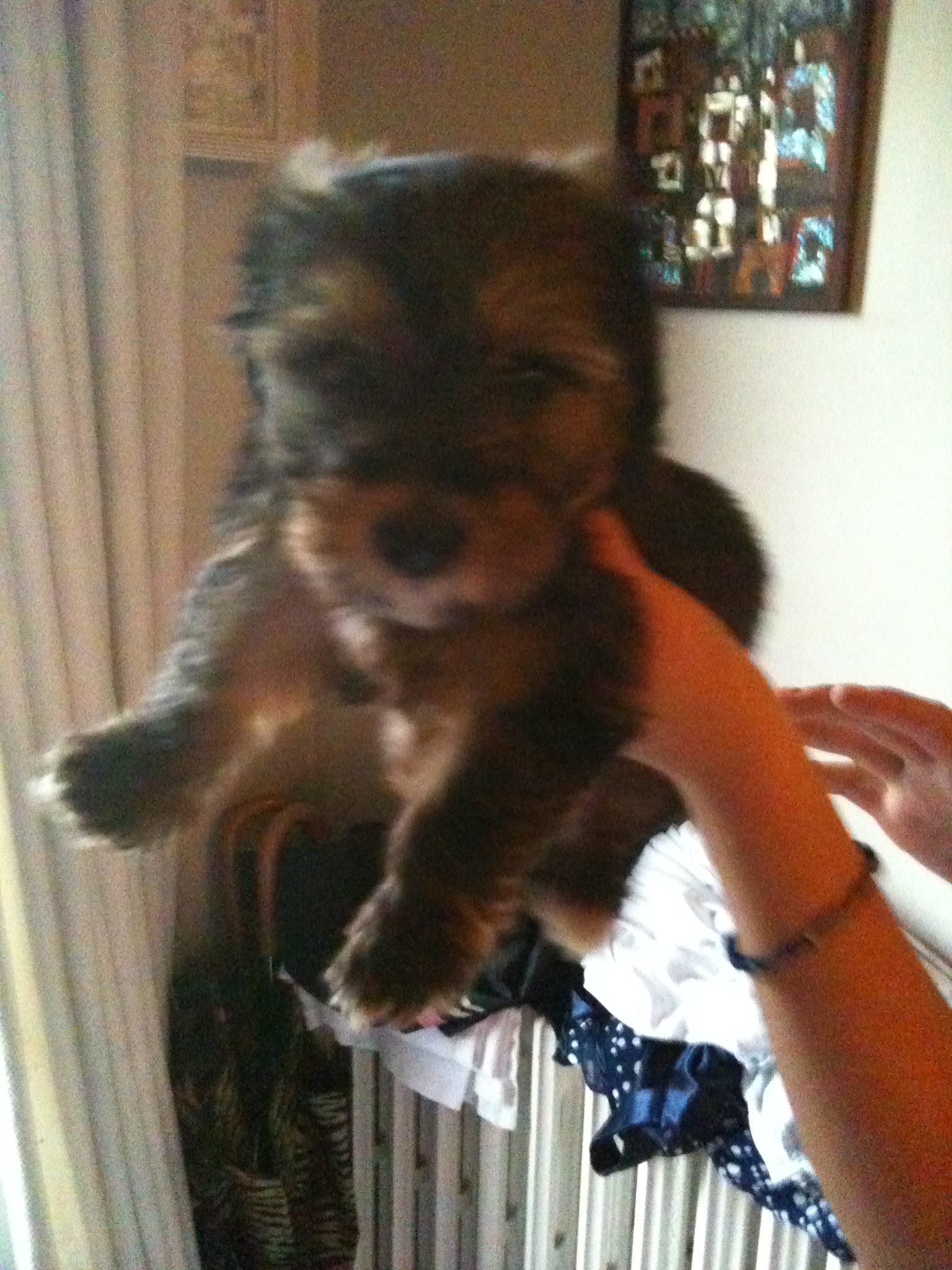
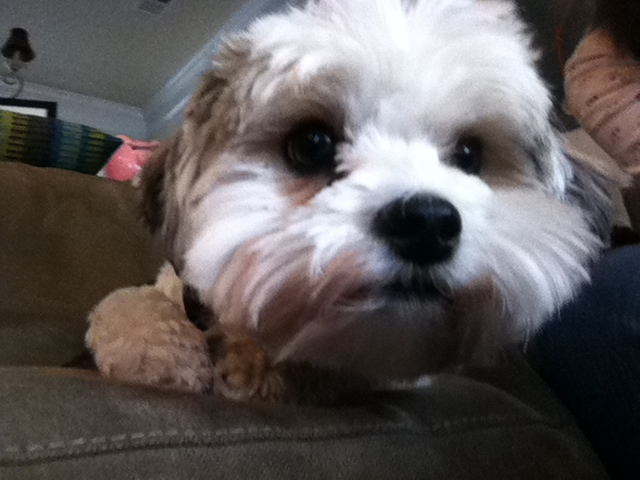
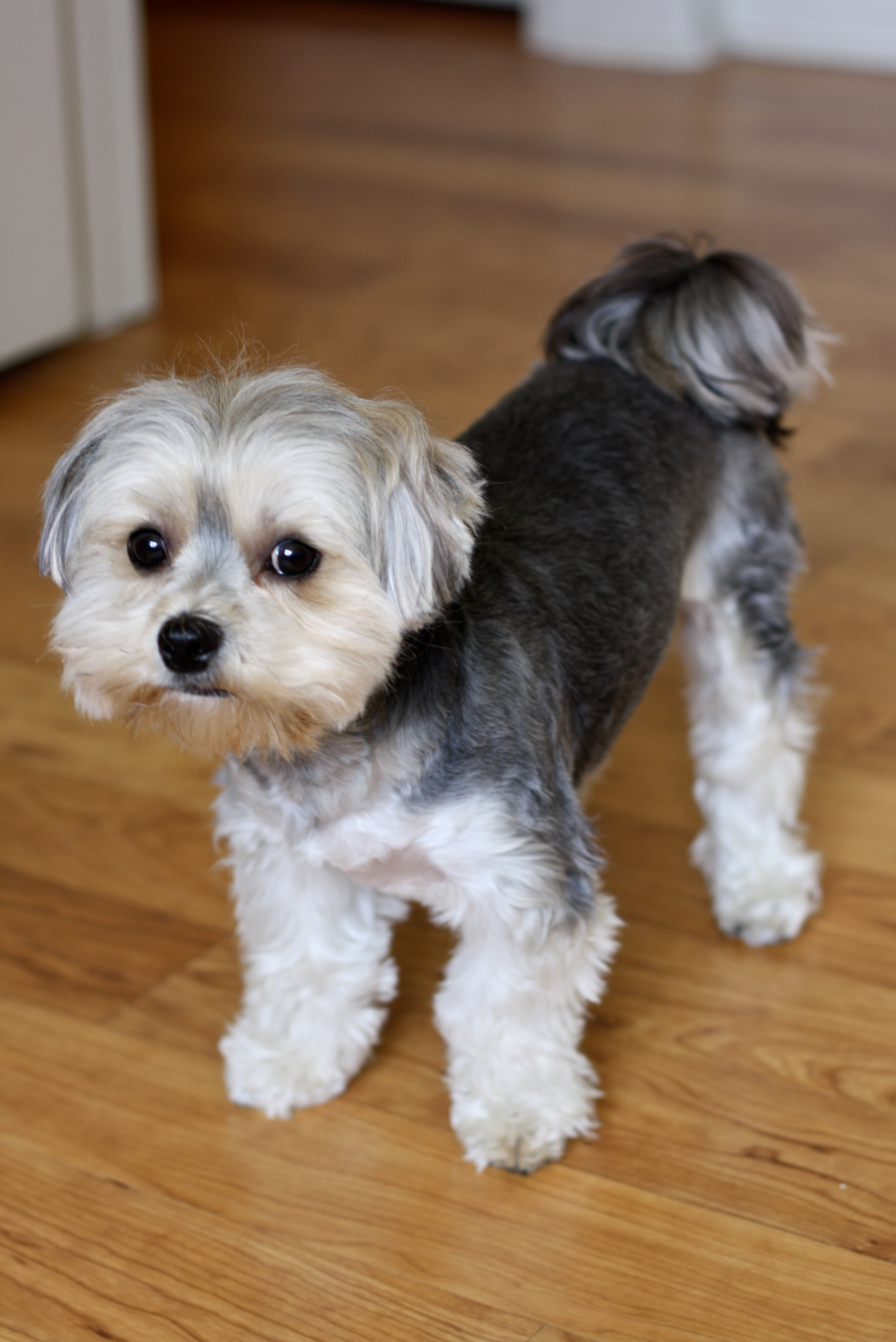

## Manutenção
Recomenda-se escovar o pelo de Morkies todos os dias para evitar que seus cabelos finos criem nós. Tosas são recomendadas a cada 6 a 10 semanas, dependendo de como o dono prefere a aparência do cão. Ao dar banho, é muito importante o uso de shampoo apropriado para cães,não shampoo de pessoas.
Também é importante prestar atenção na área em torno dos olhos, para manter limpa em função do acúmulo de detritos nesta área.
Morkies precisam ter seus dentes escovados algumas vezes por semana para manter a boa higiene dental. Consulte o guia de alimentação e seu veterinário para a quantidade correta de alimentação diária. Yorkshire Terrier e Maltês são consideradas raças não-shedders, porque eles têm o cabelo em vez de pele (e não perdem tanto pelo). No entanto, todos os animais trocam pelo em algum grau, de modo que eles não podem ser chamados hipoalergênico. Pessoas com alergias leves podem ser capaz de tolerar um Morkie, mas outros ainda podem ter reacções alérgicas como visto em diversas famílias.

## Temperamento
Morkies são ativos e brincalhões. Eles formam uma forte conexão com seus donos, bem como o desejo de muita atenção. Morkies são cães sociaveis e carinhosos. Tem muita energia, confiantes e leais. Esta raça pode ser muito difícil de lida por causa de sua teimosia, que vem do lado Yorkshire Terrier, mas eles podem chegar rapidamente ao ponto de que você o quer, e por isso é importante começar a treiná-los desde cedo.
Morkies normalmente se dão bem com outros cães outros animais de estimação não-caninos. Morkies podem ter comportamento destrutivo se deixados sozinho por longos períodos de tempo, e em tais momentos, podem ser propensos a latidos excessivos. Como muitos cães, Morkies suspeitam de estrangeiros ou sons estranhos no seu ambiente, por isso são ótimos para alertar seus proprietários.

## Saúde
Problemas de saúde comuns para os Morkies são principalmente de visão, ouvidos, e região oral. Sobre problemas mais graves, essa raça é propensa principalmente a colapso da traquéia e inversa espirros.
Morkies podem sofrer os mesmos males que Yorkies ou Maltês sofrem, que são: colapso traqueal, catarata, medial luxação patelar, hidrocefalia, crônica, doença cardíaca valvular, insuficiência renal, e o glaucoma.